# Dileptus anser
Espèce
Synonymes
Vibrio anser Mûller, 1786
Dileptus anser est une espèce de ciliés de la classe des Litostomatea, de l'ordre des Haptorida, de la famille des Tracheliidae et du genre Dileptus.
L'espèce a d'abord été nommée par Otto Mûller en 1786 sous le nom de Vibrio anser, puis a été renommée Dileptus anser par Félix Dujardin, en 1841.

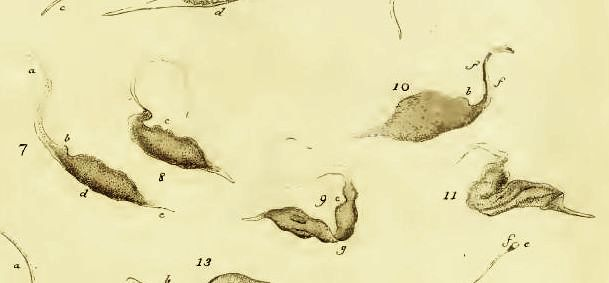
Vibrio anser dans Animalcula Infusoria d'Otto Müller, publié en 1786.